# 三浦数平
三浦 数平（みうら かずへい、明治4年1月16日（1871年3月6日） - 昭和4年（1929年）9月7日）は、日本の政治家。大分市長、衆議院議員（立憲政友会）。大分県士族。旧姓桜井。
子に国家主義者の三浦義一がいる。

## 経歴
現在の大分県大分市出身。桜井愛造の二男。
明治28年（1895年）、明治法律学校卒業。朝日新聞記者から判検事試験に合格して司法官試補となり、次いで大分町で弁護士、特許弁理士の事務所を開業。
先代貞一の養子となり明治37年（1904年）家督を相続す。大分町会議員、同市会議員、同第3代議長、県会議員を務め、1917年8月9日、大分市長に就任した。
郷里から衆議院議員当選、昭和3年（1928年）再選、立憲政友会に属した。

## 人物像
城南女学校（福徳学院高等学校の前身）を創設した幸フクと親交があり、昭和2年（1927年）8月に財団法人城南女学校（財団法人城南学園の前身）が設立されると、初代理事長を務めた。
大庭勝一（義仲寺史蹟保存会常務理事）によれば「数平さんはチビだったが、『おれには五尺の背丈がある』とあたるべからざるいきおいで、市長室では机の上に靴をはいたままの脚をどっかりのせてふんぞりかえっていた。新しい知事が赴任してきても挨拶にいかず、用事ができると呼びつけた」という

## 家族・親族

### 三浦家
（大分県大分市、東京都）
- 妻・操（養父貞一長女[2]）

明治10年（1877年）7月生 - 没
- 長女・久（大分県人衛藤顕に嫁す[2]）

明治28年（1895年）12月生 - 没
- 長男・義一[2]

明治31年（1898年）2月生 - 昭和46年（1971年）4月没
右翼活動家・フィクサー、室町将軍の異名をとる。
- 二男・道夫[2]（英文学者[8]）

明治34年（1901年）5月生 - 没
- 三男・信夫[2]

明治37年（1904年）4月生 - 1976年8月1日没
昭和3年（1928年）京大文学科卒業。大映専務・東京スタジアム副社長。
- 二女・眞佐（溝部荘六[11]に嫁す[2]）

明治40年（1907年）12月生 - 没
- 四男・四郎[2]

明治42年（1909年）10月生 - 没
昭和8年（1933年）法大法学部卒業。飯野海運に入り総務部管理課長より昭和33年（1958年）1月総務部副部長となり昭和36年（1961年）5月庶務部副部長に就任。